# Milorad Nedeljković
Milorad Nedeljković serb.-chor. Милорад Недељковић (ur. 3 grudnia 1883 w Knjaževacu, zm. w 1961 we Francji) – serbski ekonomista i wykładowca akademicki, minister rolnictwa pod okupacją niemiecką.

## Życiorys
Syn Milana Nedeljkovicia i Mary z d. Stojković. Ukończył studia na wydziale prawa Uniwersytetu w Belgradzie, a następnie obronił pracę doktorską. Potem był profesorem ekonomii narodowej i finansów na wydziale prawa uniwersytetu w Suboticy. Napisał wiele prac dotyczących ekonomii i finansów. Po zajęciu Jugosławii przez wojska niemieckie w kwietniu 1941 r. pełnił od 29 sierpnia funkcję ministra rolnictwa w kolaboracyjnym rządzie gen. Milana Nedicia. Po zakończeniu wojny udał się na emigrację do Francji, gdzie zmarł.
Był żonaty, miał syna.

## Główne prace naukowe
- 1907 Zaštita seoskog poseda
- 1909 Istorija srpskih državnih dugova
- 1921 Osnovi političke ekonomije
- 1923 Nauka o finansijama
- 1923 Ekonomsko-finansijska studija o državi – teorija činilaca proizvodnje, teorija poreza
- 1929 Naš valutni problem
- 1933 Ekonomski i pravni problem uloga na štednju
- 1933 Pogled na današnju krizu i njeno rešenje